# Seznam švicarskih smučarjev
Seznam švicarskih smučarjev.

## A
- Martina Accola
- Paul Accola
- Luca Aerni
- Daniel Albrecht
- Franjo von Allmen
- Heinz von Allmen
- Karl Alpiger
- Fränzi Aufdenblatten

## B
- Gian Luca Barandun
- Silvano Beltrametti
- Marc Berthod
- William Besse
- Carole Bissig
- Semyel Bissig
- Arnaud Boisset
- Aline Bonjour
- Anthony Bonvin
- Chantal Bournissen
- Thomas Bürgler

## C
- Aita Camastral
- Franco Cavegn
- Gino Caviezel
- Mauro Caviezel
- Charlotte Chable
- Yannick Chabloz
- Roland Collombin
- Didier Cuche

## D
- Aline Danioth
- Didier Défago
- Andrea Dettling
- Delia Durrer

## E
- Andrea Ellenberger

## F
- Denise Feierabend
- Beat Feuz
- Michela Figini
- Jasmine Flury
- Luana Flütsch

## G
- Joël Gaspoz
- Amaury Genoud
- Xavier Gigandet
- Marc Gini
- Dumeng Giovanoli
- Dominique Gisin
- Marc Gisin
- Michelle Gisin
- Margaux Givel
- Nicole Good
- Rabea Grand
- Nathalie Gröbli
- Katja Grossmann
- Jürg Grünenfelder
- Tobias Grünenfelder
- Michael von Grünigen
- Noel von Grünigen
- Lara Gut-Behrami

## H
- Zoë Haas
- Joana Hählen
- Célina Hangl
- Martin Hangl
- Vivianne Härri
- Franz Heinzer
- Heini Hemmi
- Erika Hess
- Monika Hess
- Niels Hintermann
- Ambrosi Hoffmann
- Wendy Holdener

## I
- Urs Imboden

## J
- Carlo Janka
- Fadri Janutin
- Sandro Jenal
- Stephanie Jenal
- Nadja Jnglin-Kamer
- Max Julen

## K
- Urs Kälin
- Vanessa Kasper
- Marianne Kaufmann-Abderhalden
- Bruno Kernen
- Martin Knöri
- Noémie Kolly
- Rahel Kopp
- Urs Kryenbühl
- Mirena Küng
- Patrick Küng

## L
- Urs Lehmann
- Charlotte Lingg
- Steve Locher
- Vitus Lüönd
- Peter Lüscher
- Joel Lütolf

## M
- Valentine Macheret
- Daniel Mahrer
- Nils Mani
- Karin Roten Meier
- Loïc Meillard
- Mélanie Meillard
- Silvano Meli
- Josef Minsch
- Karl Molitor
- Lise-Marie Morerod
- Peter Müller
- Justin Murisier

## N
- Marie-Thérès Nadig
- Sonja Nef
- Tanguy Nef
- Bernhard Niederberger
- Cédric Noger
- Priska (Ming-)Nufer

## O
- Marine Oberson
- Marco Odermatt
- Brigitte Oertli
- Marlies Oester

## P
- Hans Pieren
- Didier Plaschy
- Manuel Pleisch
- Walter Prager
- Jessica Pünchera

## R
- Urs Räber
- Camille Rast
- Edy Reinalter
- Corinne Rey-Bellet
- Marco Reymond
- Marc Rochat
- Stefan Rogentin
- Lars Rösti
- Gilles Roulin
- Bernhard Russi

## S
- Martina Schild
- Fernando Schmed
- Corinne Schmidhauser
- Reto Schmidiger
- Vreni Schneider
- Andreas Schönbächler
- Sandro Simonet
- Christian Spescha
- Roger Staub
- Elena Stoffel
- Nadia Styger
- Corinne Suter
- Fabienne Suter
- Jasmina Suter

## T
- Thomas Tumler

## V
- Walter Vesti
- Sandro Viletta
- Markus Vogel

## W
- Maria Walliser
- Ralph Weber
- Simone Wild

## Y
- Daniel Yule

## Z
- Lorina Zelger
- Heidi Zeller-Bähler
- Ramon Zenhäusern
- Cornel Züger
- Elia Zurbriggen
- Heidi Zurbriggen
- Pirmin Zurbriggen
- Silvan Zurbriggen
- Sandro Zurbrügg